# The Hessen Affair
Pour plus de détails, voir Fiche technique et Distribution.
The Hessen Affair (également connu sous le titre The Hessen Conspiracy) est un film noir belgo-canadien de 2009 écrit par Nicholas Meyer et dirigé par Paul Breuls. Filmé en partie au Canada, le film est interprété par les acteurs Billy Zane, Lyne Renée, Noah Segan et Michael Bowen. Il met en scène le vol des bijoux de la maison de Hesse-Cassel par des soldats américains en Allemagne occupée après la Seconde Guerre mondiale.

## Distribution
- Billy Zane : Jack Durant
- Lyne Renée : Lt. Kathleen Nash
- Noah Segan : Lt. David Pallard
- Michael Bowen : Ben Cassidy
- Rudolph Segers : Sgt. Roy Tarlton